# Derolus bulbicornis
Derolus bulbicornis är en skalbaggsart som beskrevs av J. Linsley Gressitt 1951. Derolus bulbicornis ingår i släktet Derolus och familjen långhorningar.
Artens utbredningsområde är Tibet. Inga underarter finns listade i Catalogue of Life.